# Rivas Peaks
Rivas Peaks är en bergstopp i Antarktis. Den ligger i Västantarktis. Argentina, Chile och Storbritannien gör anspråk på området. Toppen på Rivas Peaks är 1 411 meter över havet.
Terrängen runt Rivas Peaks är kuperad åt sydväst, men åt nordost är den platt. Trakten är obefolkad. Det finns inga samhällen i närheten. 